# 31 януари
31 януари е 31-вият ден в годината според григорианския календар. Остават 334 дни до края на годината (335 през високосна година).

## Събития
- 1862 г. – Американският астроном Алвън Кларк първи наблюдава бледо бяло джудже, компаньон на най-ярката звезда на небосклона – Сириус.
- 1878 г. – По време на Руско-турска война (1877–1878) е сключено примирие, което дава началото на прекратяването на войната.
- 1879 г. – Във Франция денят 14 юли е обявен за национален празник.
- 1899 г. – Съставено е осемнадесетото правителство на България, начело с Димитър Греков.
- 1906 г. – Земетресение с магнитуд 8,8 по скалата на Рихтер разтърсва крайбрежието на Еквадор.
- 1915 г. – Първа световна война: германската армия за пръв път прави опит да използва химическо оръжие в голям мащаб – изстрелва снаряди със сълзотворния газ ксилилбромид срещу позиции на руската армия в района на река Равка, Западна Варшава. Студеното време (-21 °C) попречва да се постигне желаният ефект – ксилилбромидът не се изпарява.
- 1946 г. – Социалистическа федеративна република Югославия приема нова конституция, чрез която, по подобие на Съветския съюз, се установяват шест съставни републики: Босна и Херцеговина, Хърватия, Македония, Черна гора, Сърбия и Словения.
- 1950 г. – Президентът на САЩ Хари Труман обявява програма за създаване на водородна бомба.
- 1958 г. – САЩ пускат своя първи изкуствен спътник Експлорър 1.
- 1968 г. – Науру обявява независимост от Австралия.
- 1971 г. – Програма Аполо: Аполо 14 потегля към Луната.
- 1990 г. – Първият McDonald's в Съветския съюз отваря в Москва.
- 2000 г. – Катастрофа на полет 261 на „Аляска Еърлайнс“: MD-83, с проблеми с хоризонталния стабилизатор, се разбива в Тихия океан край бреговете на Пойнт Мугу, Калифорния и убива всички 88 души на борда.
- 2001 г. – В Нидерландия, шотландски съд осъжда един либиец и оправдава друг във връзка с атентата над Локърби през 1988.
- 2006 г. – Открити са телата на двете сестри Белнейски в местността „Грамадата“, между Пещера и Брацигово, с множество наранявания.
- 2007 г. – Стартира изграждането на магистрала Люлин в България.
- 2020 г. – Великобритания напуска Европейския съюз.

## Родени
- 1797 г. – Франц Шуберт, австрийски композитор († 1828 г.)
- 1854 г. – Стефан Стамболов, български революционер и държавник († 1895 г.)
- 1858 г. – Андре Антоан, френски артист († 1943 г.)
- 1862 г. – Йожен Гаяр, френски архитект († 1933 г.)
- 1870 г. – Ангел Букорещлиев, български композитор († 1950 г.)
- 1875 г. – Иван Вълков, български офицер († 1962 г.)
- 1878 г. – Иван Строгов, български политик († 1955 г.)
- 1879 г. – Грейс Кулидж, първа дама на САЩ (1923 – 1929) († 1957 г.)
- 1884 г. – Теодор Хойс, 1-ви президент на Германия († 1963 г.)
- 1901 г. – Мари Луизе Кашниц, немска поетеса († 1974 г.)
- 1902 г. – Алва Мюрдал, шведска писателка Нобелов лауреат през 1982 († 1986 г.)
- 1907 г. – Владимир Жидовец, хърватски дипломат († 1948 г.)
- 1907 г. – Паулина Станчева, българска поетеса († 1991 г.)
- 1910 г. – Фернанду Монтейру ди Кащру Сороменю, португалски журналист († 1968 г.)
- 1913 г. – Веса Гачева, българска актриса († 1978 г.)
- 1916 г. – Герасим Младенов, български актьор († 1982 г.)
- 1917 г. – Христо Малинов, български писател († 2007 г.)
- 1921 г. – Марио Ланца, американски актьор († 1959 г.)
- 1921 г. – Курт Марти, швейцарски писател († 2017 г.)
- 1923 г. – Норман Мейлър, американски писател († 2007 г.)
- 1924 г. – Тенгиз Абуладзе, грузински режисьор († 1994 г.)
- 1927 г. – Ацо Караманов, югославски партизанин († 1944 г.)
- 1929 г. – Рудолф Мьосбауер, германски физик, Нобелов лауреат през 1961 († 2011 г.)
- 1930 г. – Йо Боние, шведски пилот от Формула 1 († 1972 г.)
- 1935 г. – Кендзабуро Ое, японски писател, Нобелов лауреат през 1994 († 2023 г.)
- 1936 г. – Юлиан Вучков, български театровед († 2019 г.)
- 1937 г. – Крум Крумов, български кинооператор († 2001 г.)
- 1938 г. – Беатрикс Холандска, холандска кралица
- 1941 г. – Георги Марковски, български писател († 1999 г.)
- 1941 г. – Йожен Тер'Бланш, защитник на белите в РЮА († 2010 г.)
- 1946 г. – Александър Андонов, български философ
- 1949 г. – Кен Уилбър, американски писател
- 1951 г. – Кристин Роуз, американска актриса
- 1954 г. – Адриан Ванденберг, холандски китарист
- 1954 г. – Мауро Балди, италиански пилот във Формула 1
- 1959 г. – Кели Линч, американска актриса
- 1959 г. – Николай Бъчваров, български футболист
- 1959 г. – Петър Попангелов, български скиор
- 1960 г. – Желко Щуранович, черногорски политик († 2014 г.)
- 1964 г. – Светлана Янчева, българска актриса
- 1966 г. – Декстър Флечър, британски актьор
- 1967 г. – Фат Майк, американски музикант
- 1969 г. – Ивана, българска фолк певица
- 1973 г. – Порша де Роси, австралийска актриса
- 1974 г. – Прити Зинта, индийска актриса
- 1977 г. – Шинго Катори, японски актьор и певец от група SMAP
- 1978 г. – Ивайло Габровски, български колоездач
- 1979 г. – Златан Златанов, български юрист и политик
- 1980 г. – K-Maro, рап и R&B певец
- 1981 г. – Джъстин Тимбърлейк, американски изпълнител
- 1982 г. – Елена Папаризу, гръцка изпълнителка
- 1984 г. – Малика Аян, италианска певица
- 1985 г. – Антон Вергилов, български футболист
- 1985 г. – Каломира, гръцка певица

## Починали
- 1606 г. – Гай Фокс, английски войник (* 1570 г.)
- 1908 г. – Иван Белинов, български политик (* 1859 г.)
- 1904 г. – Киро Тулешков, български просветител (* 1846 г.)
- 1923 г. – Карл де Бур, германски историк (* 1848 г.)
- 1933 г. – Джон Голсуърти, британски писател, Нобелов лауреат (* 1867 г.)
- 1942 г. – Никола Мушмов, български историк (* 1869 г.)
- 1955 г. – Джон Мот, американски общественик, Нобелов лауреат през 1946 г. (* 1865 г.)
- 1956 г. – Алън Милн, английски писател (* 1882 г.)
- 1965 г. – Константин Муравиев, министър-председател на България (* 1893 г.)
- 1965 г. – Коста Лулчев, български политик (* 1882 г.)
- 1969 г. – Стоян Загорчинов, български писател (* 1889 г.)
- 1972 г. – Матвей Захаров, съветски маршал (* 1898 г.)
- 1973 г. – Рагнар Фриш, норвежки икономист, Нобелов лауреат през 1969 (* 1895 г.)
- 1980 г. – Христо Бръзицов, български публицист (* 1901 г.)
- 1994 г. – Ервин Щритматер, немски писател (* 1912 г.)
- 2001 г. – Гордън Диксън, канадски писател (* 1923 г.)
- 2004 г. – Костадин Гугов, български певец (* 1935 г.)
- 2009 г. – Лино Алдани, италиански писател (* 1926 г.)
- 2012 г. – Роза Димова, българска състезателка по ски бягане (* 1936 г.)
- 2014 г. – Миклош Янчо, унгарски режисьор (* 1921 г.)
- 2015 г. – Рихард фон Вайцзекер, бундеспрезидент на Германия (* 1920 г.)
- 2024 г. – Иван Иванов, български актьор (* 1951 г.)

## Празници
- Науру – Ден на обявяване на националната независимост (от Великобритания, Австралия и Нова Зеландия, 1968 г., национален празник)